# Cservák Csaba
Cservák Csaba (Budapest,  1978– ), jogász, egyetemi tanár, korábbi köztársasági elnöki hivatalvezető, a magyarországi alapjogvédelmi szakjogászképzés megteremtője.

## Életpályája
2001-ben szerzett diplomát az ELTE Állam- és Jogtudományi Karán, summa cum laude minősítéssel. Pályáját ügyvédjelöltként, majd ügyvédként kezdte. 2002 és 2005 között az Országos Választási Bizottság tagja volt. 2007-től ő volt a Független Jogász Fórum elnöke. 2010-ben summa cum laude minősítéssel PhD. fokozatot  szerzett. 2010 és 2012 között a Köztársasági Elnöki Hivatal jogi, alkotmányossági és közigazgatási hivatalvezetője volt, államtitkári rangban.
Habilitáció
2002 óta oktat több egyetemen, 2008- az SZTE adjunktusa, 2010- a KRE docense, 2011- a KRE Alkotmányjogi Tanszékének vezetője. 2013-tól az NKE oktatója és tudományos kutatója. A  KRE-ÁJK-n habilitált, 2016-ban.
2014-2020-ig a Független Rendészeti Panasztestület tagja volt. 2020-tól egyetemi tanár. 2019-ben elindította a KRE-ÁJK-n az Alapjogvédelmi Szakjogászképzést, amely az első és egyetlen az országban a klasszikus alkotmányjogi területén belül.
2022-től ismét az országos szintű választási szerv, a Nemzeti Választási Bizottság tagja. 